# Regiony na Maltě
Malta se dělí na 5 regionů (maltsky reġjuni). Tři regiony byly původně vytvořeny zákonem z roku 1993 a v roce 2001 byly začleněny do ústavy. Dva z regionů byly zákonem č. XVI z roku 2009 rozděleny na menší a nyní existuje pět regionů.
Každý region má regionální výbor (maltsky Kumitat Reġjonali), který se skládá z předsedy, místopředsedy, výkonného tajemníka a 10 až 14 členů.

## Seznam

### Současné regiony

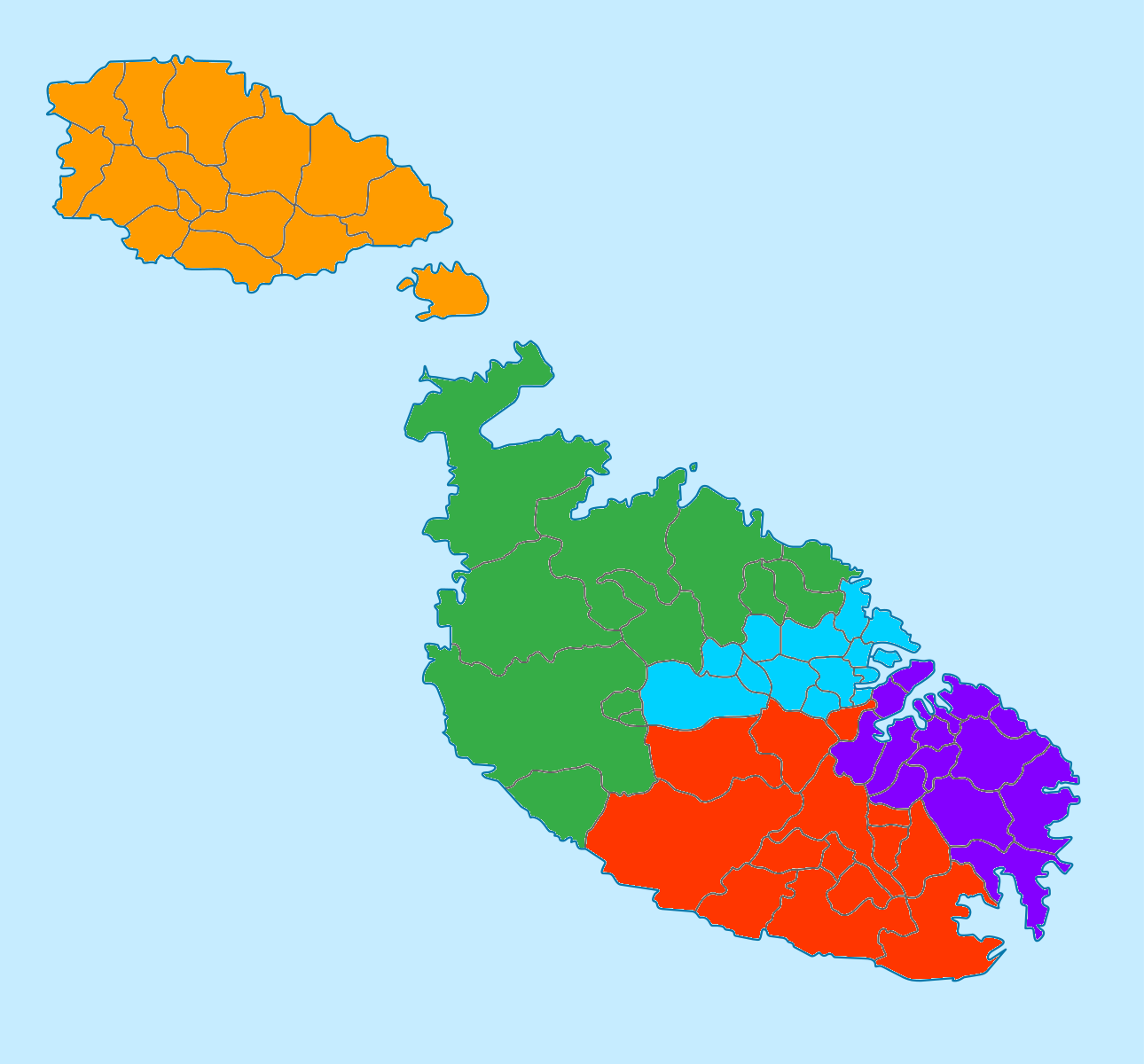
Centrální region
Region Gozo
Severní region
Jihovýchodní region
Jižní region

| Znak | Region              | Hlavní město   | Největší město | Rozloha   | Počet obyvatel (2014) | Hustota zalidnění | Rok vzniku |
| ---- | ------------------- | -------------- | -------------- | --------- | --------------------- | ----------------- | ---------- |
|      | Centrální region    | San Ġwann      | Birkirkara     | 23,6 km2  | 111 994               | 4 700 obyv./km2   | 2009       |
|      | Region Gozo         | Victoria       | Victoria       | 68,7 km2  | 37 342                | 540 obyv./km2     | 1993       |
|      | Severní region      | St. Paul's Bay | St. Paul's Bay | 112,9 km2 | 102 892               | 910 obyv./km2     | 2009       |
|      | Jihovýchodní region | Tarxien        | Żabbar         | 36,2 km2  | 99 301                | 2 700 obyv./km2   | 2009       |
|      | Jižní region        | Qormi          | Qormi          | 78,9 km2  | 93 897                | 1 200 obyv./km2   | 2009       |

### Bývalé regiony (1993–2009)

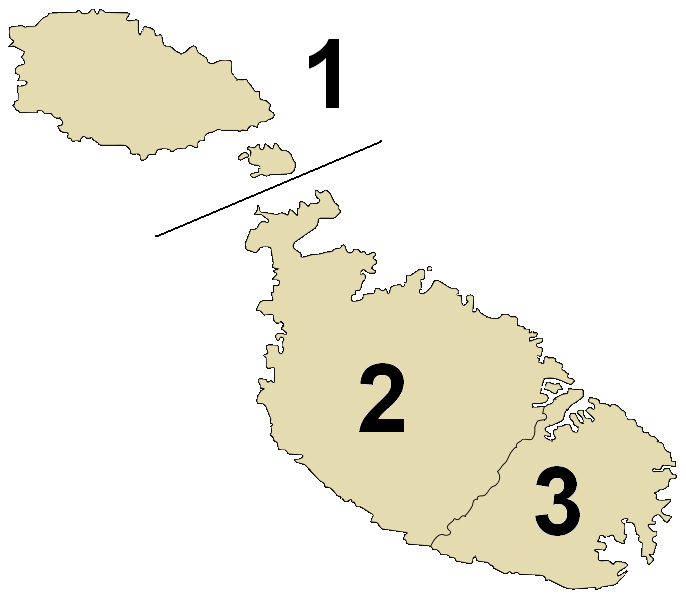
1 Gozo, 2 Malta Majjistral, 3 Malta Xlokk

| Region           | Největší město | Rozloha | Počet obyvatel (2005) | Hustota zalidnění | Rok vzniku | Rok zániku |
| ---------------- | -------------- | ------- | --------------------- | ----------------- | ---------- | ---------- |
| Malta Majjistral | Birkirkara     | 163 km2 | 227 117               | 1 393 obyv./km2   | 1993       | 2009       |
| Malta Xlokk      | Żabbar         | 64 km2  | 140 882               | 2 201 obyv./km2   | 1993       | 2009       |